# 494. п. н. е.

## Догађаји
- Окончан Јонски устанак грчким поразом. Милет је освојен и спаљен.
- Прва побуна плебејаца у Римској републици; патрицији дају сагласност плебејцима да могу изабрати две вође којима дају титуле трибуна.